# Apela opalis
Apela opalis är en fjärilsart som beskrevs av Rothschild 1917. Apela opalis ingår i släktet Apela och familjen tandspinnare. Inga underarter finns listade i Catalogue of Life.